# Tractat de Granada (1500)
El  tractat de Granada  va ser una aliança militar pactada entre Lluís XII de França i Ferran II d'Aragó en els antecedents de la guerra de Nàpols de 1501 -1504, per repartir-se entre ambdós el territori del Regne de Nàpols, sota el govern de Frederic III de Nàpols. Sobre la base d'aquests acords, el nord del regne va quedar en poder de França, i el sud en mans del regne d'Aragó. Les discrepàncies entre ambdós signants van portar dos anys després a l'enfrontament armat, en què les tropes aragoneses de Gonzalo Fernández de Córdoba van expulsar l'exèrcit francès, i tot Nàpols va quedar en poder d'Aragó.

## Context
El 1499 el recentment coronat rei Lluís XII de França, llegant els seus drets sobre el ducat de Milà com a net de la princesa milanesa Valentina Visconti i sobre el regne de Nàpols com descendent dels Anjou, va donar inici a la Guerra d'Itàlia de 1499–1501, enviant cap a la península Itàlica un poderós exèrcit que l'abril de 1500 va aconseguir ocupar Milà, deposant i capturant al duc Lluís Sforza i al seu germà Ascanio Sforza. Amb la intenció de prendre també Nàpols, busco una aliança amb l'única potència militar a la zona capaç de fer front al seu exèrcit: la corona d'Aragó, sota el regnat de Ferran el Catòlic, plantejant la possibilitat de dividir Nàpols entre tots dos. La idea no era nova: ja el 1497 Carles VIII de França havia fet a Ferran la mateixa proposició en el transcurs de la primera guerra de Nàpols, encara que en aquella ocasió no s'havia arribat a un acord.
Frederic III de Nàpols, amb l'exèrcit i la hisenda malmesos després de la primera guerra de Nàpols, va entrar en tractes amb Lluís XII, oferint-se a pagar-li una contribució anual a canvi de la independència del seu regne ia permetre el pas de les tropes franceses cap a Sicília (en poder d'Aragó), i al mateix temps va demanar ajuda al seu parent Ferran II d'Aragó per fer front al francès. Aquest, conscient del doble tracte del napolità i considerant que una guerra contra França resultaria llarga i costosa i que els drets al tron de Nàpols requeien abans sobre ell mateix que sobre Frederic, es va alinear amb Lluís XII, més disposat a quedar-se amb una part del regne que a perdre-ho tot.

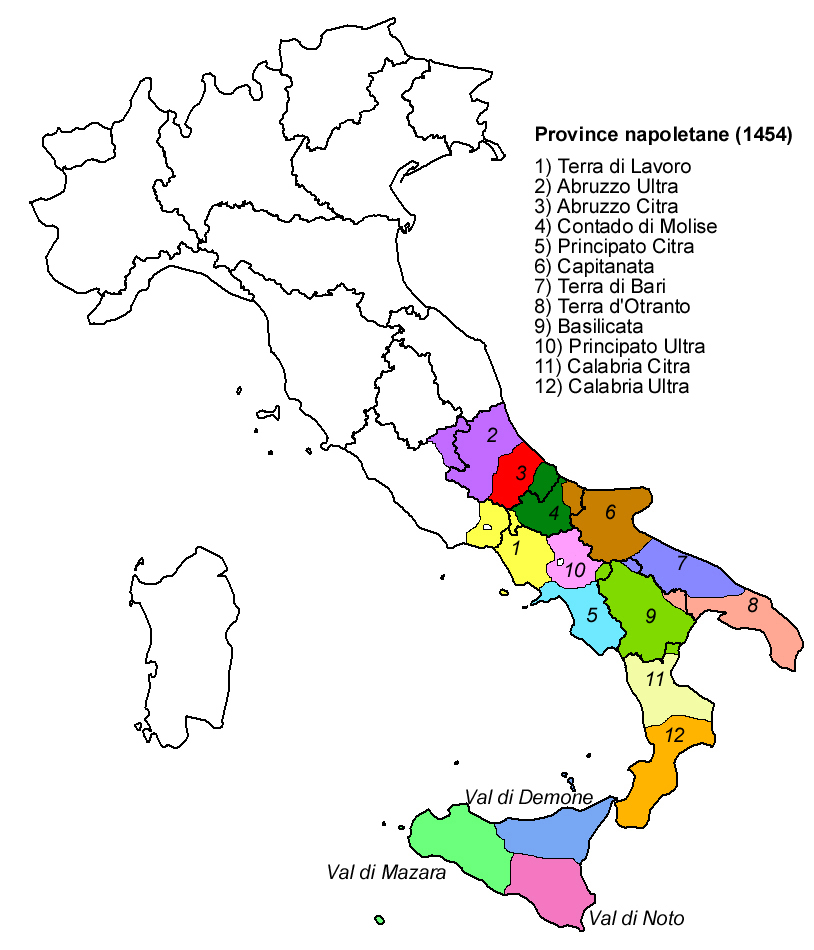
Províncies de l'antic regne de Nàpols, superposades a les actuals regions d'Itàlia.

## Acords
El tractat, justificat per la necessitat de fer front a l'amenaça dels turcs que assolaven el Mediterrani, va ser signat el 10 d'octubre de 1500 el castell de Chambord, i ratificat pels reis Catòlics l'11 de novembre del mateix any en Granada. L'acord recollia les condicions següents:
- Lluís XII renunciava a les seves reclamacions en Cerdanya i el Rosselló; Ferran d'Aragó renunciava al comtat de Montpeller;
- Els dos exèrcits participarien simultània, encara que no conjuntament, en la conquesta militar del Regne de Nàpols, les tropes franceses arribarien des del nord, i les aragoneses pel sud;
- Una vegada conquerit Nàpols, el regne seria dividit entre els dos signants en dues parts iguals: Fernando es quedaria amb les províncies del sud (Pulla i Calàbria) amb el títol de ducats, mentre Luis mantindria la possessió sobre la zona central de la península italiana (les províncies de Abruzzo i Terra de Labor, que incloïen les ciutats de Nàpols i Gaeta) amb el títol de rei de Nàpols i de Jerusalem. Els drets sobre la  Doan  (duana) de la Pulla, és a dir, els impostos recaptats per pastures, serien dividits a parts iguals.[8]
- L'acord es mantindria en secret fins que l'exèrcit francès hagués arribat a Roma.

## Conseqüències

### Conquesta i divisió de Nàpols
Ignorant l'acord, Frederic III de Nàpols (el regne es trobava econòmicament i militarment debilitat després de la Guerra d'Itàlia de 1494–98 va demanar ajuda al seu parent Ferran d'Aragó per fer front a l'amenaça francesa, i el març de 1501 Gonzalo Fernández de Córdoba penetrar amb les seves tropes a Nàpols, suposadament per assistir a Frederic, però amb ordres secretes d'ocupar la zona assignada en el tractat. El juny del mateix any, l'acord va ser fet públic, el papa Alexandre VI el va aprovar, promulgant la deposició de Frederic sota pretext de la seva col·laboració amb els turcs, i l'exèrcit francès de Bérault Stuart d'Aubigny va ocupar la seva part corresponent.
Incapaç d'enfrontar a tots dos contendents, l'octubre de 1501 Frederic va ser deposat del tron de Nàpols i conduït a França, d'on se li va prohibir sortir, en compensació per la pèrdua del regne va rebre una pensió de 50.000 lliures i el ducat d'Anjou.

### Ruptura de l'acord
La bona convivència entre francesos i espanyols no duraria gaire: ja fos per desconeixement de la geografia napolitana (cosa dubtosa) o per mala fe de les dues parts, el tractat considerava el regne de Nàpols com dividit en quatre províncies, quan ja des dels temps d'Alfons I estava organitzat en dotze.
Aviat van sorgir les desavinences entre els aliats per la possessió de la franja geogràfica que separava els seus respectius territoris (les províncies de Capitanata, Basilicata i Principat), i això donà pas als enfrontaments armats en els quals al llarg de 1502 i 1503 els exèrcits de Gonzalo Fernández de Córdoba derrotaren les tropes franceses en les batalles de Ruvo, Seminara, Cerinyola i Garellano.
El gener de 1504 Lluís XII es va veure obligat a cedir la totalitat del regne de Nàpols a Aragó mitjançant la signatura del tractat de Lió.